# Oneida (langue)
Pour les articles homonymes, voir Oneida.
L’oneida (aussi écrit onéida et plus rarement oneïda) est une langue iroquoienne du Nord parlée dans l'État de New York, au Wisconsin et en Ontario sur la réserve des Six-Nations. La langue est en danger : en 1991, seules 250 personnes le parlaient encore. L'oneida, nommé par les Français onneiout était une des langues de la confédération iroquoise des Cinq-Nations.

## Écriture
| a | e | h | i | k | l | n | o | s | t | u | w | y | ’ | ʌ |

| a | e | h | i | k | l | n | o | s | t | u | ʌ | w | y | ˀ |

Le point médian (au Wisconsin) ou le deux-points (en Ontario) sont utilisés après une voyelle pour indiquer qu’il s’agit d’une voyelle longue.
L’accent aigu sur une voyelle indique un ton montant.
Les syllabes murmurées en fin de mot sont soulignées.

## Phonologie
Les tableaux présentent les phonèmes de l’oneida.

### consonnes
|              | Bilabiale | Dentale | Palatale | Post-alv. | Vélaire       | Glottale |
| ------------ | --------- | ------- | -------- | --------- | ------------- | -------- |
| Occlusive    |           | t [t]   |          |           | k [k] kw [kʷ] | ˀ [ʔ]    |
| Fricative    |           | s [s]   |          |           |               | h [h]    |
| Affriquée    |           |         |          | ts [t͡s]   |               |          |
| Nasale       |           | n [n]   |          |           |               |          |
| Liquide      |           | l [l]   |          |           |               |          |
| Semi-voyelle | w [w]     |         | y [j]    |           |               |          |

### Allophones
L'oneida, comme les autres langues iroquoiennes, ne distingue pas entre consonnes sourdes et sonores. Devant une voyelle, la plupart des occlusives, affriquées et fricatives, à savoir t, k, kw, s, ts deviennent sonores.

### Voyelles
|         | Antérieure | Centrale | Postérieure |
| ------- | ---------- | -------- | ----------- |
| Fermée  | i [i]      |          | u [ũ]       |
| Moyenne | e [e]      | ʌ [œ̃]    | o [o]       |
| Ouverte |            | a [a]    |             |